# Fuchiade
Fuchiade (Fuciade o Fuciada nel dialetto fassano) è una frazione del comune  di Soraga di Fassa, in provincia di Trento.
Pittoresco angolo delle Dolomiti, la località è situata in una exclave comunale situata nei pressi del passo San Pellegrino, a circa 12 km dal capoluogo ed è una delle tappe dell'Alta via n. 2 delle Dolomiti, detta anche "Via delle leggende".
La conca di Fuchiade è dominata dalle vette meridionali del Gruppo della Marmolada: Sas de la Tascia (2.865 m s.l.m.), Cima Cadine (2.885 m), Cima Ombrettòla (2.923 m) e Sasso di Valfredda (3.003 m). La località può essere raggiunta in circa 45 minuti a piedi tramite la semipianeggiante ex strada militare italiana (sentiero 607) da Passo San Pellegrino, oppure in motoslitta, gatto delle nevi o slitta a cavalli nella stagione invernale.

## Etimologia

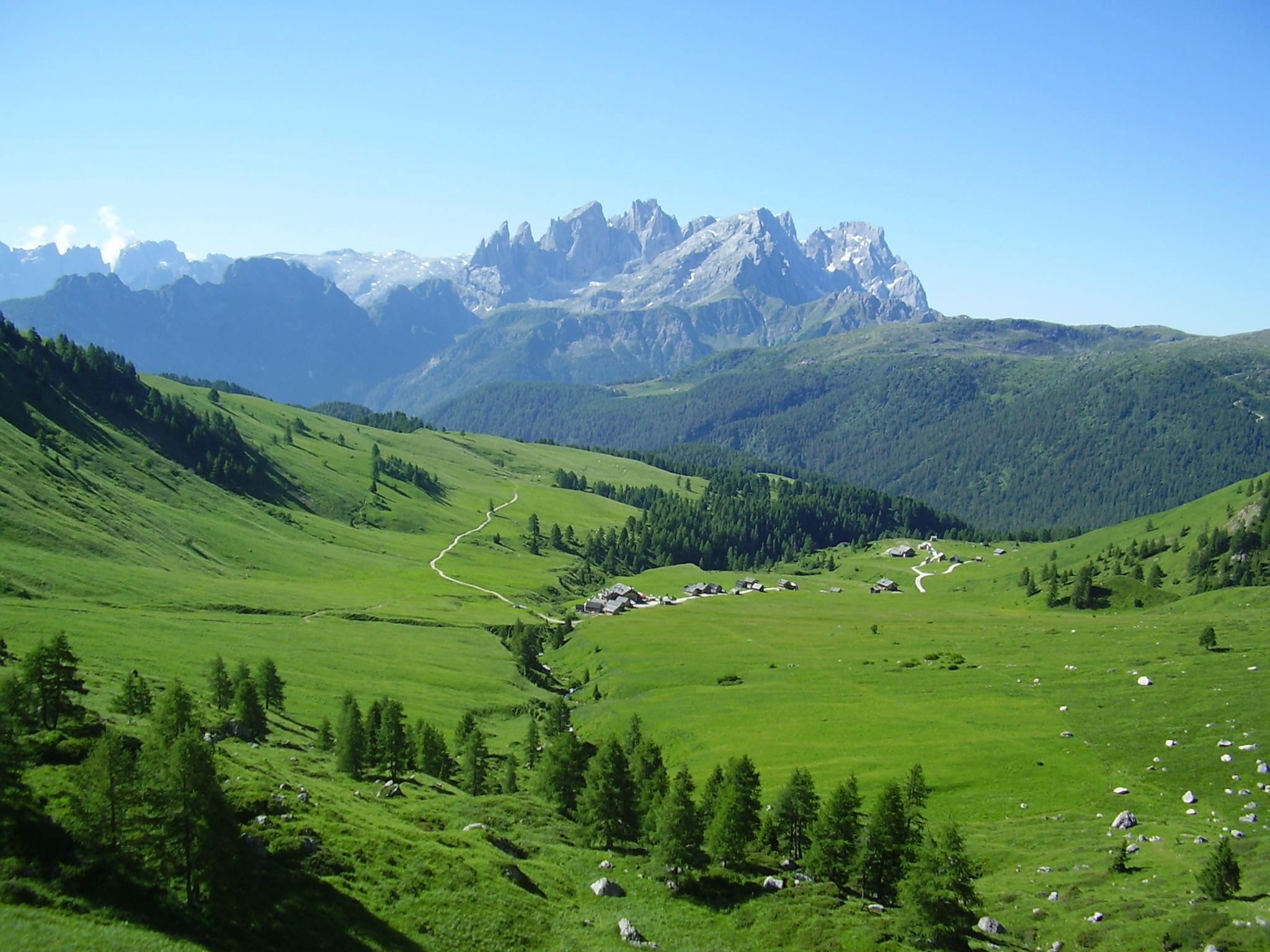
Pascoli di Fuchiade

Nota per i suoi pascoli d'alta quota, il toponimo di Fuciade è legato alle parole ladine fučade (falciate) e fuciar, che indica l'impugnatura di legno della falce impiegata per tagliare il fieno per le mucche. Peraltro, secondo alcuni vi sarebbe anche un'assonanza tra il toponimo di Fuciade e quello della confinante comunità di Falcade (falčade).

## Storia

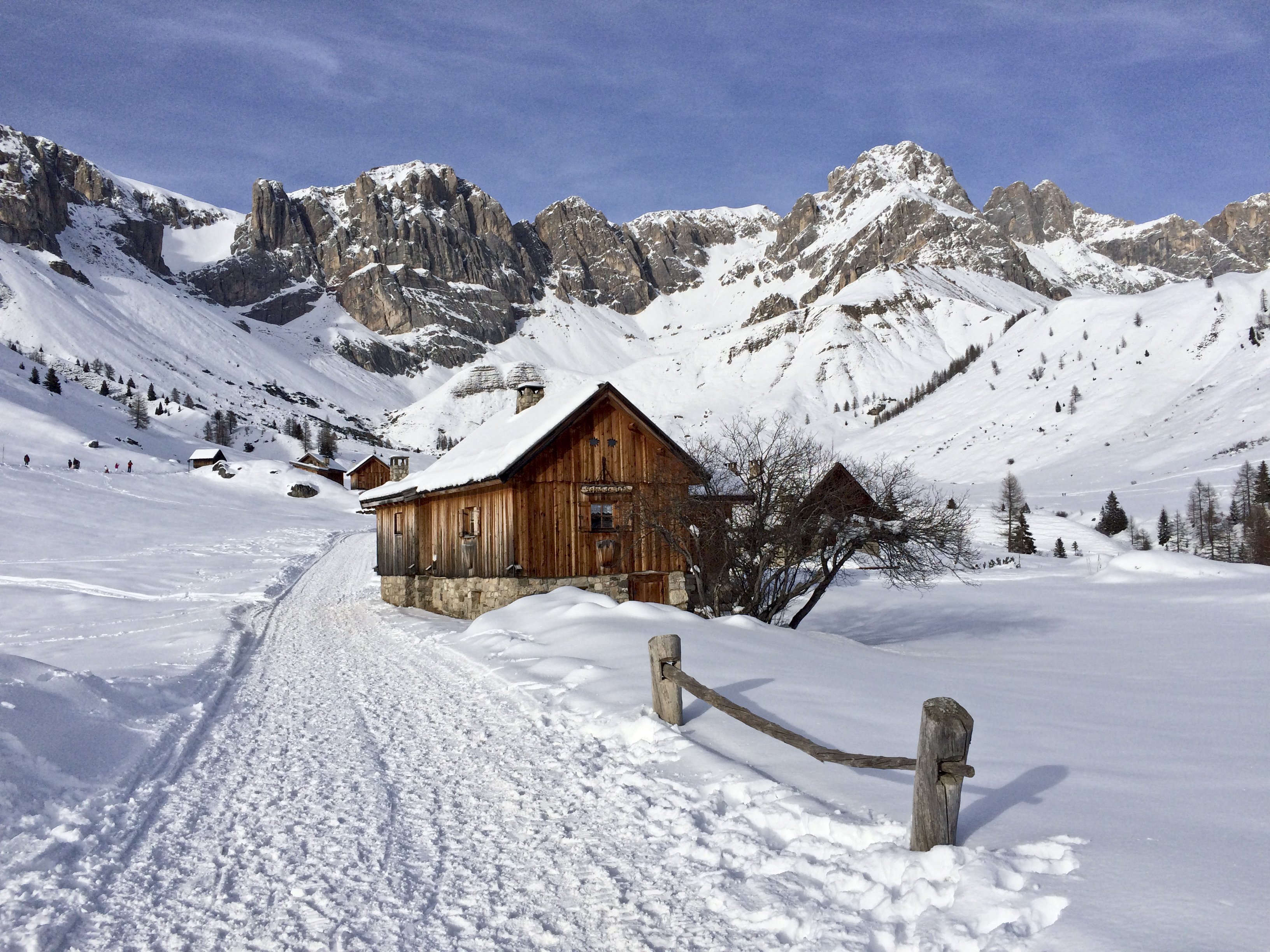
Fuciade e Le Cirelle

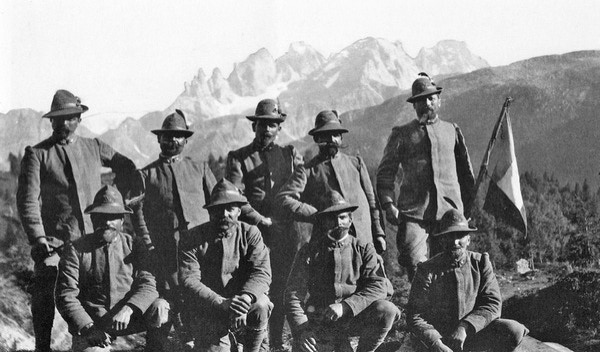
Militari italiani a Fuchiade (luglio 1915)

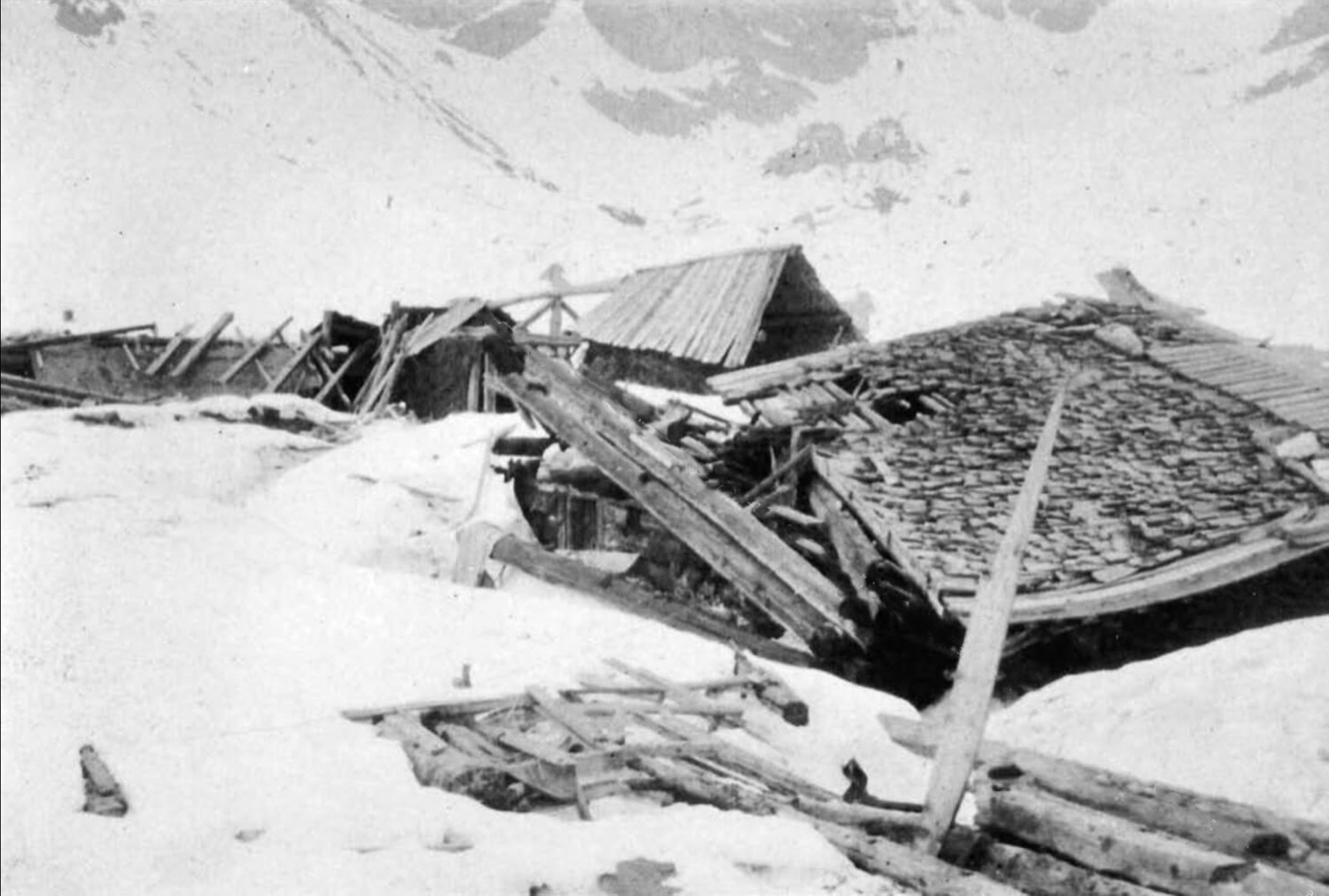
Baracche militari distrutte dalla valanga del 9 marzo 1916

La località di Fuchiade è nota fin dal XII secolo: infatti, il comune di Soraga era originariamente un feudo del Vescovado di Bressanone, mentre Moena era sottoposto alla giurisdizione del vescovo di Trento. Per tale motivo, quando i contadini di Soraga dovevano portare le mandrie all'alpeggio della Mont de Fuciada, avvenivano spesso grandi scontri con i moenesi, i quali non volevano riconoscere i diritti di passaggio di origine medievale. Per secoli vi furono continue dispute territoriali fra le comunità. Nel 1304 venne stipulato un contratto tra la Regola di Soraga e la Regola di Moena-Someda per suddividere le spese per il mantenimento della strada che conduceva all'alpeggio della Mont de Alloch, mentre in seguito si arrivò alla delimitazione dei confini nel 1551 e nel 1779, con l'apposizione di cippi tuttora presenti in alcuni punti. La disputa dei confini in ogni caso continuò anche perché all'interno dell'alpeggio di Fuchiade erano presenti anche alcuni prati di proprietà di famiglie di Falcade e Moena, mentre anche il confine con la Repubblica di Venezia era a pochi passi. Inoltre, gli abitanti di Falcade ritenevano che la zona di Fuchiade appartenesse a loro, poiché, trovandosi nel versante orientale del passo San Pellegrino, la località ricade nello spartiacque bellunese della valle del Biois e non in quello della valle del rio San Pellegrino, che sfocia in val di Fassa.
Nel 1854 la montagna di Fuchiade è registrata come "abbondante di fieni e pascoli, ma disastrosa per la distanza" dal capoluogo di Soraga.
Durante la prima guerra mondiale vi si svolsero aspri combattimenti fra il 1915 e 1916. In particolare, il 27 maggio 1915 il battaglione Belluno sfondò il confine austro-ungarico occupando la conca di Fuchiade, mentre dal 13 giugno 1915 vi si accamparono la 266ª Compagnia del 7º Reggimento Alpini Battaglione Val Cordevole e le Compagnie 9ª e 12ª del 49º Reggimento fanteria del Regio Esercito italiano. Il comando dell'accampamento fu affidato a Peppino Garibaldi, nipote di Giuseppe Garibaldi, che diede ordine di perlustrare la zona. Alle 8.00 del mattino del 9 marzo 1916 si staccò dal Col Bel una grande valanga che travolse e uccise almeno 57 militari italiani: le vittime vennero inizialmente seppellite in un cimitero temporaneo a Fuchiade e in quello in località Cigolè, poi nell'ex cimitero militare di Falcade (dove tuttora è presente la cappella del Tenente Francesco Barbieri del 7º Reggimento Alpini Val Cordevole); infine i fanti furono traslati al Sacrario militare di Pocol. Nel 2014, nell'anniversario dell'entrata in guerra dell'Italia, è stato inaugurato a Fuchiade un monumento alla pace.
Nel 1959 venne eretta la chiesetta della Madonna della neve, in commemorazione della fortunosa liberazione dei soragani che il 21 agosto 1944 furono rastrellati dai soldati nazisti.
Negli anni 1960 venne aperto il rifugio Fuchiade, inizialmente gestito dalla parrocchia di Soraga. Nel 1983 il rifugio venne rilevato da Sergio Rossi, nipote del parroco, che ampliò la struttura.

## Cultura

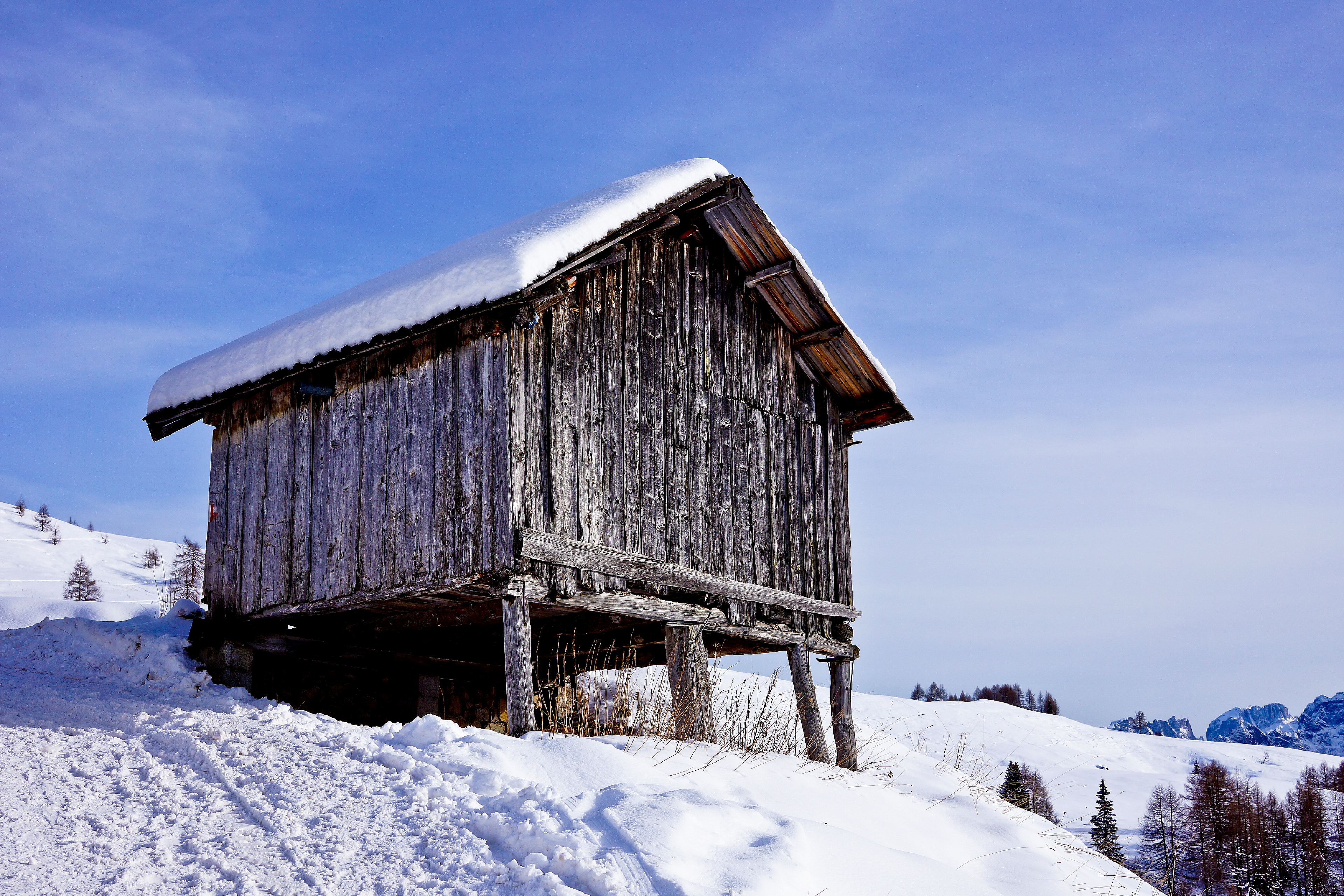
Vecchio fienile

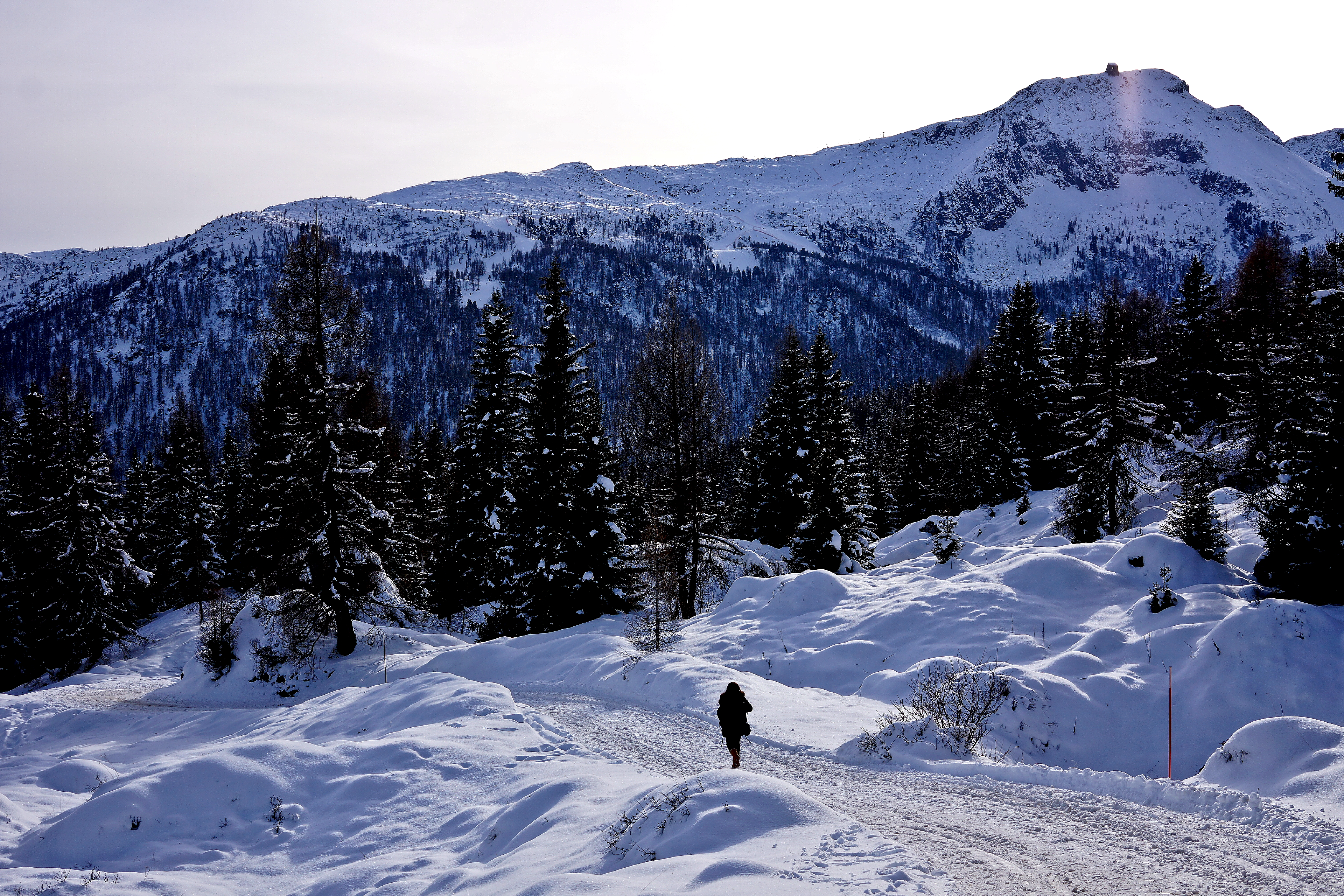
Strada per il passo San Pellegrino, con lo sfondo del Col Margherita

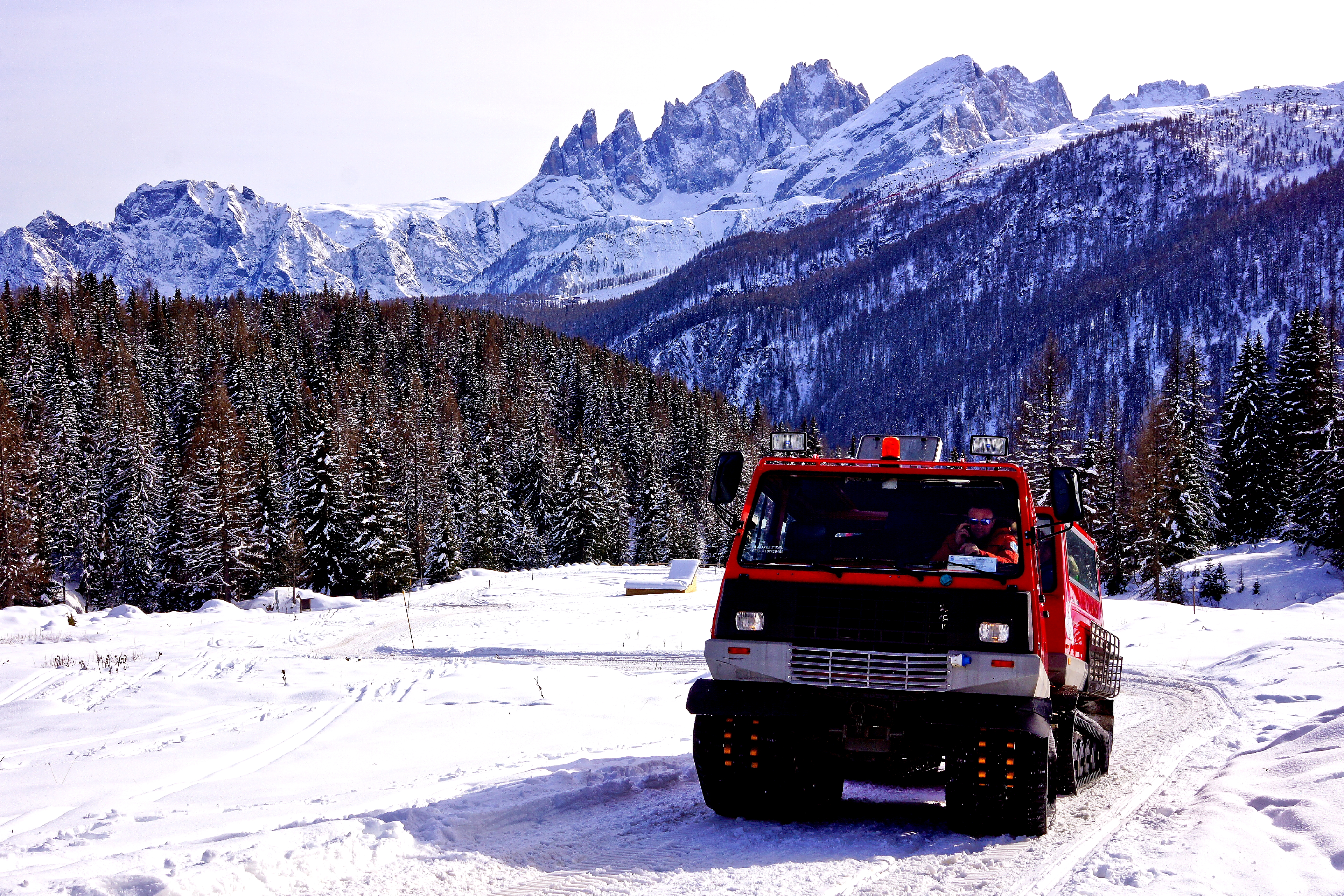
Il gatto delle nevi con cui è possibile raggiungere Fuchiade d'inverno

Risale alla fine del XIX secolo la commedia Grottol, ossia dialoghi e scene pastorecce in Fucchiada di Soraga, scritta da Giuseppe Brunel (1826-1892) nella variante Brach del dialetto fassano, importante testimonianza ottocentesca del teatro popolare della Val di Fassa.